# Klamathina
Klamathina es un género de foraminífero bentónico de la subfamilia Pseudoschwagerinae, de la familia Schwagerinidae, de la superfamilia Fusulinoidea, del suborden Fusulinina y del orden Fusulinida. Su especie tipo es Klamathina elongata. Su rango cronoestratigráfico abarca desde el Sakmariense hasta el Wolfcampiense (Pérmico inferior).

## Discusión
Clasificaciones más recientes incluyen Klamathina en la superfamilia Schwagerinoidea, y en la subclase Fusulinana de la clase Fusulinata.

## Clasificación
Klamathina incluye a las siguientes especies:
- Klamathina elongata †
- Klamathina filaris †
- Klamathina longsangensis †
- Klamathina microsphaerica †
- Klamathina minuta †